# 杰里·罗伯茨

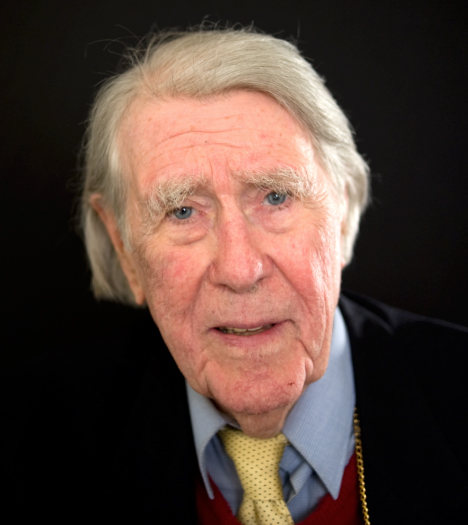
2009年的杰里·罗伯茨

杰里·罗伯茨（英語：Captain Jerry Roberts, Raymond C. Roberts,1920年11月18日—2014年3月25日），是一名英国商人和战时电码译员。在第二次世界大战期间，罗伯茨在布莱切利园效力，并成为一名杰出的电码译员和语言学家，他精通洛仑兹密码机。
2014年3月25日，他因病去世，享年93岁。

## 著作
- Roberts, Jerry, , Copeland, B. Jack  (编), , Oxford: Oxford University Press: 249–259, 2006, ISBN 978-0-19-284055-4
- Roberts, Jerry,  (iTunes U), University College London, 2009  [2014-04-05], （原始内容存档于2017-01-31）